# Мачванська Митровиця
Мачванська Мітровиця — місто, розташоване в Сербії.

## Ім'я
Його назва означає «Митровиця Мачви» (на відміну від Сремської і Косовської Митровиці). У сербській та хорватській мовах місто відоме як Мачванська Митровиця, а в угорській — як Сентерні. Інші сербські назви, що використовуються для міста, включають Сербська Митровиця (Српска Митровица), Мала Митровиця (Мала Митровица) і Митровиця (Митровица).

## Географія
Мачванська Митровиця та сусідні села — територія колишнього муніципалітету Мачванська Митровиця.
Разом із сусідніми селами Noćaj, Салаш Ночайський, Раденкович, Равнє і Засавиця II, місто Мачванська Митровиця — єдине місто у Воєводині, що знаходиться в області Мачва, тобто на правому березі річки Сава.

## Демографія
Етнічні групи (перепис 2002):
- Серби = 3621
- Роми = 87
- Хорвати = 21
- Югослави = 14
- Угорці = 10
- Інші.